# Tahuna (Nouvelle-Zélande)
Tahuna est une petite localité rurale de la région de Waikato dans l’île du Nord de la Nouvelle-Zélande. 

## Situation
Elle est localisée dans le district de Matamata-Piako, à 18 km au nord de la ville de Morrinsville.

## Toponymie
En langage  Māori, Tahuna signifie ‘banc de sable’, faisant référence à un banc de sable situé le long du fleuve  Piako tout proche, là où a débuté l’installation du peuple Māori.
Tahuna est considérée comme la limite supérieure de la zone navigable pour voyager sur le fleuve Piako .

## Installations
Le village possède une école primaire, un club de rugby, un terrain de boule, un golf,une station service pour la fourniture de fuel, un magasin de motos et une brigade de pompiers volontaires.

## Gouvernance
Bien que Tahuna soit située dans le District de Matamata-Piako pour ce qui concerne le gouvernement local, sa représentation au niveau national est rattachée au district électoral de Coromandel, du fait de l’abolition du secteur électoral de Piako, lors des élections de 2008 (en) .